# Василево (Холмський район)
Василево (рос. Василёво) — присілок в Холмському районі Новгородської області Російської Федерації.
Населення становить 3 особи. Входить до складу муніципального утворення Морховське сільське поселення.

## Історія
Від 2004 року входить до складу муніципального утворення Морховське сільське поселення.

## Населення
| 2010 |
| ---- |
| 3    |